# Alexander de Laforgue
Alexander de Laforgue, auch Alexandre de Laforgue (* 19. August 1878 in Euskirchen, Rheinprovinz; † nach 1915), war ein deutscher Landschaftsmaler der Düsseldorfer Malerschule.

## Leben
De Laforgue erlernte den Beruf eines Xylografen, wurde jedoch nach der Lehre brustkrank und arbeitsunfähig. Nachdem er halbwegs wieder genesen war, bewarb er sich an der Kunstakademie Düsseldorf erfolgreich um ein Studium der Malerei. Dort waren Willy Spatz, Peter Janssen der Ältere und Eduard von Gebhardt seine Lehrer. 1905 wurde er Mitglied der Künstlergruppe „Welle“. Wegen erneuter gesundheitlicher Probleme zog er etwa 1915 dauerhaft nach Davos, wo er bereits 1902 ein Atelier hatte und Giovanni Segantini sein Vorbild wurde.
Er bevorzugte eine helle, farbintensive Palette und gestaltete seine Gemälde flächig-dekorativ. In der Schweiz inspirierte ihn die Gebirgswelt Graubündens zu figurativen und alpinen Motiven.